# Эреак
Эреа́к (фр. Éréac, брет. Erieg, галло Ériac) — коммуна во Франции, находится в регионе Бретань. Департамент — Кот-д’Армор. Входит в состав кантона Брон. Округ коммуны — Сен-Бриё.
Код INSEE коммуны — 22053.

## География

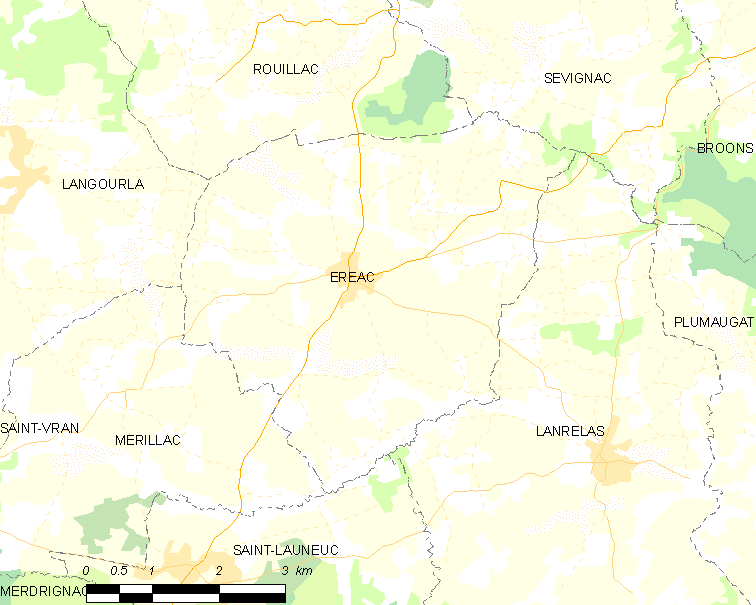
Карта коммуны

Коммуна расположена приблизительно в 360 км к западу от Парижа, в 55 км западнее Ренна, в 45 км к юго-востоку от Сен-Бриё.
По территории коммуны протекает река Розет (фр. Rosette).

## Население
Население коммуны на 2016 год составляло 680 человек.
| 1962 | 1968 | 1975 | 1982 | 1990 | 1999 | 2008 | 2016 |
| ---- | ---- | ---- | ---- | ---- | ---- | ---- | ---- |
| 821  | 921  | 817  | 736  | 706  | 600  | 627  | 680  |

## Администрация
| Период | Период | Фамилия       | Партия                  | Примечания |
| ------ | ------ | ------------- | ----------------------- | ---------- |
| 2001   | 2008   | Иветта Эон    |                         |            |
| 2008   | 2014   | Эли Жеффре    | Социалистическая партия | священник  |
| 2014   |        | Николь Дробек | Социалистическая партия | пенсионер  |

## Экономика
В 2007 году среди 321 человека в трудоспособном возрасте (15—64 лет) 218 были экономически активными, 103 — неактивными (показатель активности — 67,9 %, в 1999 году было 66,5 %). Из 218 активных работали 206 человек (113 мужчин и 93 женщины), безработных было 12 (8 мужчин и 4 женщины). Среди 103 неактивных 18 человек были учениками или студентами, 55 — пенсионерами, 30 были неактивными по другим причинам.

## Достопримечательности
- Часовня Шателье
  - Скульптурная группа «Св. Анна и Богоматерь с младенцем» (XIV век). Исторический памятник с 1971 года[3]